# 郑丹甫
郑丹甫（1910年5月—1983年8月），原名开墀，化名邓桂、田夫、温元生等，男，福建福鼎人，中华人民共和国政治人物，曾任福建省福安专区地委书记，福建省高级人民法院院长，福建省政协副主席，第三届全国人大代表，第五届全国政协委员。

## 家庭
妻子任曼君。